# Gobius tetrophthalmus
A Gobius tetrophthalmus a sugarasúszójú halak (Actinopterygii) osztályának sügéralakúak (Perciformes) rendjébe, ezen belül a gébfélék (Gobiidae) családjába és a Gobiinae alcsaládjába tartozó faj.

## Előfordulása
Leginkább Afrikától nyugatra, a Zöld-foki-szigetek környékén fordul elő, 7–25 méteres mélységű vízben. Trópusi, tengeri hal, mely az algákkal szimbiózist alkotó korallok között, vagy a kavicsos tengerfenéken él.

## Megjelenése
A hím legfeljebb 7,8 centiméter hosszú; azonban a nőstény csak 6 centiméteresre nő meg. Hátúszóján 7 tüske és 12-13 sugár, míg farok alatti úszóján 1 tüske és 12 sugár látható. A testszíne világosbarna, számos váltakozó sötétbarna, illetve világosabb barna folttal. Az oldalvonala mentén több sötétebb foltozás látható, ezek csíkokba rendeződnek. A pofáján V alakú sötét minta van. A kis, agyarszerű fogai 3-4 sorba rendeződnek.